# City Hunter
City Hunter (シティーハンター Shitī Hantā?) es un manga de temática policíaca creado por Tsukasa Hōjō en la década de 1980 que finalmente sería adaptado a varias series, películas y especiales de anime por el estudio Sunrise.
City Hunter es como conocen en el mundo al detective privado Ryo Saeba, el cual es admirado y odiado por ser uno de los mejores pistoleros del mundo. Ryo se gana la vida aceptando encargos de personas de muy diferentes rangos sociales que piden su ayuda o protección, y donde casi siempre se ve enfrentado contra gánsters, mafiosos, criminales u otros pistoleros que desean matarlo para ganar popularidad. 
Inicialmente trabajaba junto con su socio, el expolicía Makimura. Sin embargo, cuando este es asesinado, pide como último deseo a Ryo que este cuidase de Kaori, su hermana pequeña adoptiva; y ella, al enterarse de la muerte de su hermano, decidió hacerse socia de Ryo. Así Kaori se vuelve la encargada de reunirse con los potenciales clientes y aceptar los diferentes pedidos, además de mantener bajo control la inmensa lujuria de Ryo, a quien se le ve ser golpeado por ella con un mazo en uno de los más populares sketches de la serie.
A partir del anime, estrenado el 6 de abril de 1987 en Japón (mismo día donde se estrenaba otra serie importante de la década: Kimagure Orange Road), se crearon no solo cuatro películas para cine sino también tres especiales de televisión. Estos últimos estrenados luego de City Hunter '91, última temporada del anime. También cuenta con dos película de acción real y una adaptación a serie de televisión coreana.
El autor Tsukasa Hōjō, años más tardes publicó Angel Heart, un manga posteriormente también adaptado a anime, que comparte los mismos personajes que City Hunter, pero que, según palabras del mismo autor, no es una continuación, sino un universo diferente, con una trama más seria.

## Personajes
La mayoría de los personajes, son de temática policíaca: detectives privados, policías, mercenarios y mafiosos. En estos últimos, se hace referencia a varias mafias japonesas existentes en el mundo real, como son los Yakuza.
- Ryo Saeba (冴羽獠 Saeba Ryo?)
- Kaori Makimura (槇村香 Makimura Kaori?)
- Umibōzu (海坊主?)
- Saeko Nogami (野上冴子 Nogami Saeko?)
- Reika Nogami (野上 麗香 Nogami Reika?)
- Miki

## Contenido de la obra

### Manga
El manga fue publicado durante ocho años en la revista Shōnen Jump de Shūeisha, entre el 26 de febrero de 1985 y el 2 de diciembre de 1991. Ha sido traducido a muchos idiomas, incluyendo el italiano, francés, alemán, inglés y español.
En la publicación en tankōbon, la primera edición completa de la serie fue publicada en Japón por Jump Comics desde 1985 a 1991 con un total de 35 tomos. La segunda edición fue por parte de Shueisha, que lo publicó en 18 tomos entre 1996 y 1997. Bunch World realizó otra edición en 39 tomos entre 2001 y 2002. Más recientemente Tokuma Comics lo publicó en 32 tomos, cada uno con material extra, entre 2004 y 2005.
En España ha sido publicado por Mangaline, aunque dicha publicación cesó en el volumen 24 por el cierre de la editorial.
En España se ha vuelto a publicar en 2021 a la vez que F. Compo (Family Compo) por ArechiManga.

### Anime
La versión en anime consta de:
- 4 temporadas:
  - City Hunter
  - City Hunter 2
  - City Hunter 3
  - City Hunter '91

- 4 películas:
  - City Hunter: Un mágnum destinado al amor (1989)
  - City Hunter: La ciudad portuaria en guerra (1990)
  - City Hunter: La conspiración del millón de dólares (1990)
  - City Hunter: Shinjuku Private Eyes (2019)

- 3 especiales de televisión:
  - City Hunter: El servicio secreto (1996)
  - City Hunter: Adiós, mi amor (1997)
  - City Hunter: La muerte de Ryo Saeba (1999)

#### Voces
| Personaje                   | Bandera de Japón | Bandera de España                |
| --------------------------- | ---------------- | -------------------------------- |
| Ryo (Coque) Saeba           | Akira Kamiya     | Pablo del Hoyo                   |
| Kaori (Julia) Makimura      | Kazue Ikura      | Gloria Cámara / Adelaida López   |
| Hideyuki (Ernesto) Makimura | Hideyuki Tanaka  | Pablo Adán                       |
| Saeko (Silvia) Nogami       | Yoko Asagami     | Marisa Marco                     |
| Reika (Raquel) Nogami       | Yoshino Takamori | María Jesús Nieto                |
| Umibozu (Seaghost / Halcón) | Tessho Genda     | Arturo López / Antonio Esquivias |
| Miki                        | Mami Koyama      | Alicia Sainz de la Maza          |

#### Personal
| Personal             | City Hunter                      | City Hunter 2    | City Hunter 3    | City Hunter '91   |
| -------------------- | -------------------------------- | ---------------- | ---------------- | ----------------- |
| Director             | Kenji Kodama                     | Kenji Kodama     | Kenji Kodama     | Kiyoshi Egami     |
| Creador original     | Tsukasa Hojo                     | Tsukasa Hojo     | Tsukasa Hojo     | Tsukasa Hojo      |
| Composición          |                                  |                  |                  |                   |
| Guion                |                                  |                  | Kōji Morimoto    |                   |
| Banda sonora         | Ryouichi Kuniyoshi, Tatsumi Yano |                  |                  | Tatsumi Yano      |
| Diseño de personajes | Hiroshi Kamishina                | Sachiko Kamimura | Sachiko Kamimura | Hiroshi Kamishina |

#### Banda sonora
La banda sonora de City Hunter fue compuesta por Ryouichi Kuniyoshi y Tatsumi Yano. La primera compilación se titula City Hunter Original Animation Soundtrack y consta de 2 volúmenes. La segunda compilación, City Hunter 2 Original Animation Soundtrack, consta, al igual que la primera de dos volúmenes. Tras ellas, salió City Hunter 3 Original Animation Soundtrack. Esta vez constando de sólo un volumen.

### Imagen real
Además del manga y el anime, City Hunter cuenta con una película hongkonesa en imagen real protagonizada por Jackie Chan, dirigida por Wong Jing en 1993.
En el año 2011, se realizó una serie de televisión de City Hunter en Corea del Sur, protagonizada por la estrella surcoreana Lee Min Ho. La misma se adaptó a una serie de televisión de 20 capítulos y obtuvo la mayor puntuación de teleauduencia en Asia.
En el año 2019, en Francia se realizó una película de City Hunter, bajo el título de Nicky Larson (nombre que el protagonista recibe en dicho país).
- City Hunter (película hongkonesa - 1993)
- City Hunter (serie surcoreana - 2011)
- Nicky Larson et le Parfum de Cupidon "City Hunter y el perfume de Cupido" (película francesa - 2019)